# Фокейська сеньйорія
Фокейська сеньйорія (грец. Ηγεμονία της Φώκαιας; італ. Signoria di Focea) — недовговічне феодальне володіння на Малоазійському узбережжі Егейського моря, якою керувала генуезька династія Дзаккарія. Столицею держави було місто Фокея.

## Історія
Після Німфейського договору 1261 року, Генуезька республіка отримала широкі привілеї від імператора Михаїла VIII Палеолога і залишаючись в союзі з династією Палеологів та надаючи їм суттєві послуги, дедалі більше зміцнила своє становище у відновленій Візантійській імперії.

### Заснування сеньйорії
У 1275 р. Мануеле Дзаккарія завдяки дружбі свого брата Бенедетто з імператором Візантії та його одруженні на родичці імператора, отримав від Михаїла VIII Палеолога права на видобуток галунів в околицях стародавнього грецького міста Фокея.  У цьому районі розташовувалися цінні поклади галунів (квасців), які почали активно розроблятися в епоху пізньої Візантійської імперії і використовувались в дубильній і текстильній промисловості. Італійці заснували поруч з Фокеєю ще одне місто — Нову Фокею, ближчу до покладів. Відповідно, саму Фокею сталу називати Старою Фокеєю.
У 1296 р. квасцові рудники Фокеї були зруйновані венеційцями під час венеційсько-генуезької війни Корчули, але генуезці спромоглись швидко їх відновити.

### Повернення під владу Візантії та ліквідація
Восени 1329 р. візантійський флот зумів повернути, спираючись на підтримку місцевого населення, Хіос. Після цього генуезці з Фокеї знову визнали суверенітет Візантійської імперії.
У 1340 році Андронік III у рамках боротьби з генуезцями зібрав флот у 84 кораблі і за допомогою турецьких еміратів Сарухан і Айдин відновив владу Візантії у Фокеї. Доменіко Каттанео, що правив островом, був залишений як царський намісник, і фокейські купці на шкоду генуезцям отримали право безмитної торгівлі в імперії, незабаром жителі острова повністю вигнали генуезців.

## Подальша доля
У 1346 р. Стару і Нову Фокею захоплює приватна ескадра генуезця генуезького адмірала Сімоне Віньйозо, що представляв компанію пайщиків «Маона Хіоса і Фокеї», створену спеціально для експлуатації колонії. Протягом Середньовіччя Нова Фокея була більш економічно активною з обох Фокей, головним чином завдяки багатим покладам галунів в околицях міста. Генуезька Маона Хіоса і Фокеї продовжували недовго контролювали місто навіть після захоплення османами Константинополя в 1453 році. Але вже у жовтні 1455 р. війська Мехмеда II Завойовника захопили Фокею, взяли в полон генуезьких торговців і власників копалень і обклали місцеве населення податками, а сто найкрасивіших фокейських дівчат і парубків відправили до столиці як подарунок султану.

## Сеньйори Старої та Нової Фокеї
- 1275—1288 — Мануеле Дзаккарія
- 1288—1304 — Бенедетто I Дзаккарія
- 1304—1314 — Бенедетто II Дзаккарія
- 1314—1331 — Андріоло Каттанео (одружився з Еліаною Дзаккарія)
- 1331—1340 — Доменіко Каттанео

## Намісники Старої та Нової Фокеї
- 1302—1307 — Тедісіо Дзаккарія
- 1307 — Ніколіно Дзаккарія
- 1307—1314 — Андріоло Каттанео
- 1329 — Арріго Тартаро